# جان رينيه ألارد
جان رينيه ألارد هو سياسي كندي، ولد في 22 سبتمبر 1930.